# Вернер Шлагер
Вернер Шлагер (на немски: Werner Schlager, роден на 28 септември 1972 във Винер Нойщат) е успешен играч по тенис на маса от Австрия.

## Кариера
Вернер Шлагер започва да играе тенис на маса още 5-годишен. Негови партньори в играта са баща му Рудолф Шлагер и брат му Харолд Шлагер. Харолд е и някогашен най-добър играч на Австрия. Вернер има безбройни победи като единичен състезател и като съотборник със своя отбор Ниедерйостерайх. Изненадващо през 2003 г. в Париж той става самостоятелно световен шампион по тенис на маса. Той е и първият австриец след Ричарт Бергман (1937), който печели титлата. Така на практика се осъществява изкачването му на върха на световните класации.
През 2003 година Шлагер е избран за Най-популярен чуждестранин тенисист в Китай. В родината си той получава приза Най-добър австрийски спортист на годината и е отбелязан върху пощенските марки на Австрия. Шлагер е първият жив човек, появяващ се върху им. Вернер Шлагер е познат като отличен тактик и опасен изпълнител на начален удар. Често печели точки чрез многобройния си запас от видове сервиси. Служи си с бързи топки както от форхенд, така и от бекхенд. Шлагер играе само със специално направената за него хилка „W.Schlager Carbon“. През 2004 година той за трети път участва в Олимпийските игри, но отпада.

## Успехи
- Победител в Европейската шампионска лига по тенис на маса: 2007/2008
- Веднъж: световен шампион: Световно първенство по тенис на маса 2003 г., 3-то място СП 1999
- Два пъти: европейски шампион (2005 с Карл Линдрак, 2007 с Патрик Чила), 3-то място ЕП 1998, 2000, 2002
- Отборно: 3-то място ЕП 2002, 2-ро място ЕП 2005
- В европейската ранглиста Европа ТОП-12 през години 2000 и 2008
- Световна ранглиста – първи (юни 2003)
- над 20 титли в Австрия

## Награди
- Титла „Най-добър спортист на годината в Австрия“ 2003
- „Почетно отличие за заслуги към република Австрия“ (2003)

## Отбори
- Спортен клуб Швехат
- Еден Виена
- Спортен клуб Швехат Ниедерйостерайх